# Marchia Panońska
Marchia Panońska (łac. Marcha pannonium) – jedna z marchii Imperium Karolińskiego, utworzona w celu obrony jego ziem przed państwem wielkomorawskim, położona na terenie dzisiejszej Austrii i Słowenii.

## Margrabiowie
- Radbod, do 856
- Karloman, 856–863
- Wilhelm II, do 871
- Engelschalk I, do 871
- Aribo, 871–909
- Engelschalk II – w opozycji do Aribo